# Hästsvans (militärt)
Denna artikel behandlar den militära termen hästsvans. För andra betydelser, se Hästsvans. 
Hästsvans (turkiska: tugh; mongoliska: tuk) var i Osmanska riket, innan den reguljära armén i senare hälften av 1820-talet infördes, ett tecken för de högsta militära graderna. 
Den så kallade hästsvansen (egentligen svansen av grymtoxen) nedhängde från en av en stång uppburen förgylld halvmåne och fördes i krig framför innehavaren eller planterades framför hans tält. Sultanen hade sex hästsvansar, storvesiren och en pascha av första rangen tre, en pascha av andra rangen två och en av tredje klassen en hästsvans. Seden, som länge bibehöll sig i Turkestan, är urgammal hos den turanska folkstammen, vilken först senare, av perser och araber, lånat fanans bruk.